# Jaqueline Mourão
Jaqueline Mourão (Belo Horizonte, 27 de dezembro de 1975) é uma ciclista, esquiadora e biatleta brasileira. Disputou edições dos Jogos Olímpicos de Verão e de Inverno.
Em sua carreira, Jaqueline é dona de importantes marcas para o esporte brasileiro. Foi a primeira brasileira a competir no mountain bike em Jogos Olímpicos. Ao disputar provas no esqui cross country, passou a ser a primeira brasileira a estar presente tanto na edição de inverno como na de verão das Olimpíadas.
Com a classificação para os Jogos Olímpicos de Inverno de 2022, Jaqueline acumulou sua oitava participação, tornando-se a recordista brasileira em disputas olímpicas.
É formada em Educação Física pela Universidade Federal de Minas Gerais, tendo feito mestrado em Treinamento Esportivo na mesma instituição.

## Carreira
Jaqueline Mourão pratica esportes desde criança, tendo participado de várias modalidades esportivas: natação, ginástica olímpica, atletismo e jogos coletivos. Aos 15 anos, passou a praticar ciclismo nas modalidades cross country e downhill. Ela representou o Brasil pela primeira vez em 1995 no Campeonato Mundial de Mountain Bike em Château D’Oex (Suíça) na modalidade Down Hill. No ano seguinte, ela sofreu uma queda treinando para a última etapa do campeonato brasileiro de Down Hill, o que resultou em uma séria lesão na perna esquerda. A partir daí, Jaqueline decidiu se focar somente nos treinamentos de resistência aeróbica, competindo em modalidades como cross country, triatlo, duatlo, e corridas de rua.
Formou-se em Educação Física pela Universidade Federal de Minas Gerais, onde completou mestrado em Treinamento Esportivo. Em 2002, foi convidada para um estágio no Centro Mundial de Ciclismo (CMC) em Aigle (Suíça), como assistente técnica. Ela teve a possibilidade de viver na Europa e participar das provas internacionais enquanto estava neste estágio. Depois de uma temporada bastante positiva, ela passou a sonhar com a possibilidade de classificar o MTB brasileiro feminino pela primeira vez para as Olimpíadas.
Jaqueline disputou os Jogos Sul-Americanos de 2002, cuja prova foi realizada em Curitiba. Foi vencedora do percurso de 30km.
Ao conquistar o 9º no ranking da União Ciclística Internacional, Jaqueline conquistou a vaga para os Jogos Olímpicos de Verão de 2004. Na competição, realizada em Atenas, na Grécia, enfrentou problemas com um pneu furado e terminou na 18ª posição.
Passou a também treinar no esqui no Canadá, na época de transição entre as temporadas de mountain bike. Conseguiu a classificação para os Jogos Olímpicos de Inverno de 2006, em Turim, terminando em 67º lugar no cross country. Jaqueline foi a primeira brasileira a competir nos Jogos Olímpicos de Verão e de Inverno.
Esteve presente nos Jogos Pan-Americanos de 2007, no Rio de Janeiro. Disputou a prova de mountain bike e ficou em quarto lugar.
Voltou a disputar o cross country de mountain bike nos Jogos Olímpicos de Verão de 2008, em Pequim. Terminou a prova em 19º lugar, a uma volta da vencedora, a alemã Sabine Spitz. Após essa participação, iniciou um período de dez anos de dedicação aos esportes de inverno.
Esteve nos Jogos Olímpicos de Inverno de 2010, em Vancouver, no Canadá, terminando em 67º lugar no esqui cross country. Na edição de 2014, em Sochi, Jaqueline foi a porta-bandeira da delegação brasileira. Também esteve na competição do biatlo, fechando a disputa em 77º lugar no sprint de 7,5km.
Disputou a prova de esqui cross country nos Jogos Olímpicos de Inverno de 2018, em Pyeongchang, na Coreia do Sul. Ficou em 74º lugar, à frente de outros 16 atletas.

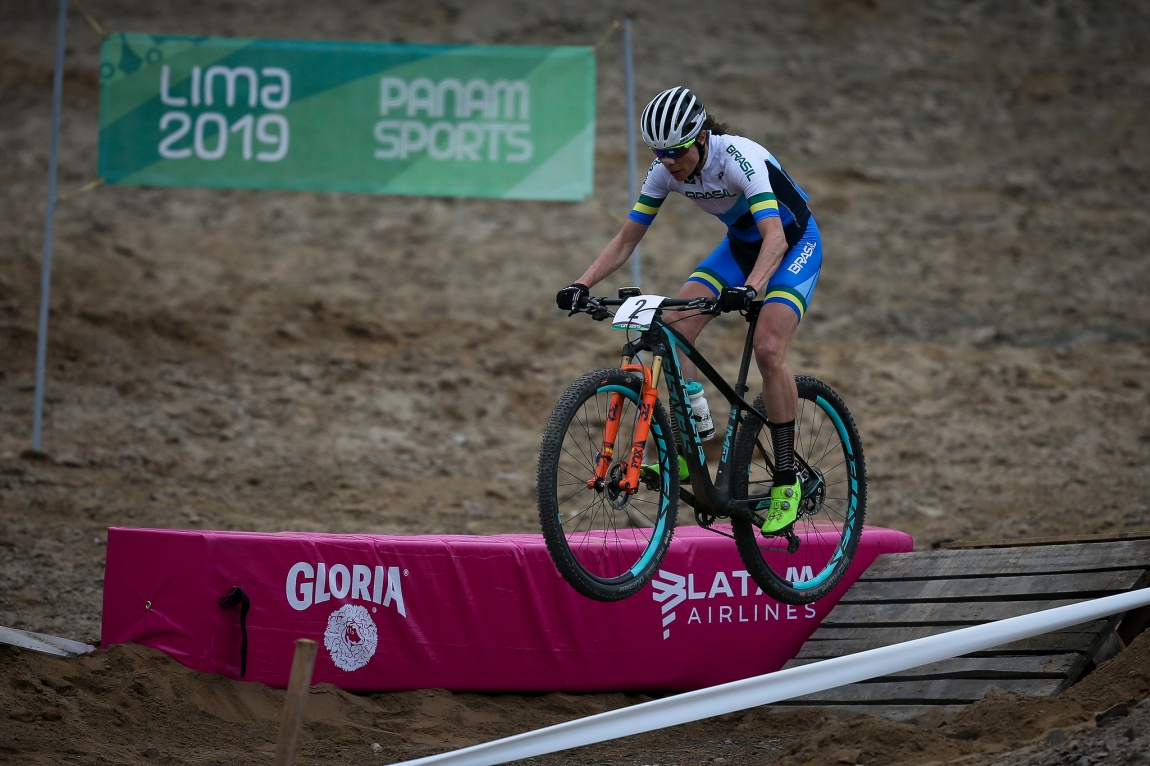
Jaqueline Mourão durante os Jogos Pan-Americanos de 2019

Também em 2018, voltou a disputar competições no mountain bike. Tornou-se pentacampeã brasileira no cross country. Nos Jogos Pan-Americanos de 2019, em Lima, faturou a medalha de bronze, a primeira da carreira nessa competição.
Esteve presente nos Jogos Olímpicos de Verão de 2020, realizados em 2021, em Tóquio, terminando em 35º lugar no mountain bike.
Com a classificação aos Jogos Olímpicos de Inverno de 2022, em Pequim, ternou-se a recordista brasileira em participações olímpicas, chegando à sua oitava participação. Foi novamente a porta-bandeira da delegação brasileira, junto com Edson Bindilatti. Encerrou a sua participação em 84º lugar no esqui cross country, sendo eliminada na fase classificatória.

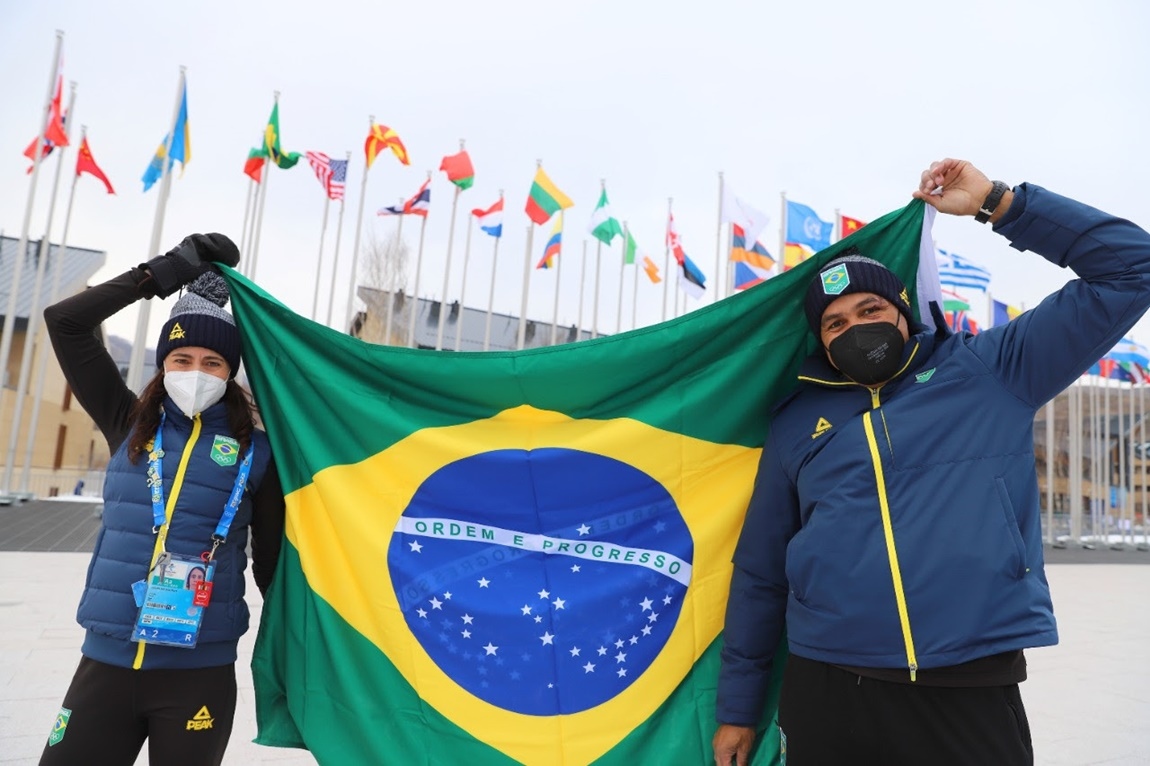
Jaqueline Mourão como porta-bandeira da delegação brasileira nos Jogos Olímpicos de Inverno de 2022, em Pequim, junto com Edson Bindilatti.

## Títulos
- Eleita por cinco vezes a melhor atleta do MTB pelo Comitê Olímpico Brasileiro (COB) 2002-2003-2004-2005-2006
- Pentacampeã do Iron Biker Brasil 2000-2001-2002-2003-2004
- Pentacampeã brasileira de Cross Country Olímpico (XCO) 2003-2005-2006-2008-2018
- Medalha de prata nos Jogos Sul-americanos - 2006
- Campeã da Copa Internacional de MTB - 2006
- Campeã da Copa do Mundo de Maratona no Canadá - 2005
- Campeã da Copa do Canadá em Mt Tremblant - 2005
- Campeã do UCI World Marathon Series / Etapa Canadá - 2004
- 1ª colocação no Campeonato Estadual de Quebec / Canadá - 2004
- Campeã Volta de Santa Catarina - 2003
- Campeã Sul-Americana / Brasil - 2002

## Outras conquistas
- Primeira brasileira da história do mountain bike a se classificar para as Olimpíadas - 2004
- Primeira estrangeira a vestir a camisa de líder da Copa do Canadá - 2005
- Primeiro podium da Elite feminino na história Mountain Bike Brasileiro - 2005
- Primeira atleta brasileira a disputar o mundial de Biatlo - 2012.
- Recordista de participações em Jogos Olímpicos: Atenas 2004, Turim 2006, Pequim 2008, Vancouver 2010, Sochi 2014, Pyeongchang 2018, Tóquio 2020 e Pequim 2022, totalizando 8 edições.